# مكتوب (فلم 1970)
مكتوب هو فيلمٌ جزائريٌ فرنسيٌ أُنتج عام 1970.

## قصة الفيلم
يسافر شابٌ جزائريٌ إلى فرنسا للعمل، وتدبير مبلغٍ من المال لإعالة أسرته. يقابل شخصاً هناك مصادفةً، ويبحثان معاً عن عمل. لكن زميله يموت في العمل.

## وصلات خارجية
- مقالات تستعمل روابط فنية بلا صلة مع ويكي بيانات
- مكتوب على كاروهات